# Paolo Suraci
Paolo Suraci (Reggio Calabria, 15 gennaio 1897 – 4 novembre 1979) è stato un politico italiano.

## Biografia
Ferroviere, viene eletto nelle file del Partito Comunista Italiano nella I Legislatura alla Camera dei deputati, dal 1948 al 1953.